# Cariolog
Cariolog (din greacă „karyon” = nucleu și „logos” = știință) este un specialist în cariologie, disciplina științifică ce studiază structura, funcțiile și dinamica cromozomilor în celulele plantelor, animalelor și ale altor organisme. În context agronomic, cariologia contribuie la identificarea și ameliorarea speciilor cultivate prin analiza genetică a cromozomilor.

## Definiție
Conform DEXonline, cariologia este „știința care se ocupă cu studiul cromozomilor, al structurii și funcțiilor lor, precum și al modificărilor pe care le suferă aceștia în cursul diviziunii celulare”. Un cariolog analizează numărul, forma și comportamentul cromozomilor, având aplicații în genetică, ameliorarea plantelor și medicină.

## Descriere
Cariologia a devenit o disciplină esențială în secolul XX, odată cu dezvoltarea tehnicilor microscopice și a geneticii. În agronomie, cariologii studiază cromozomii plantelor pentru a înțelege mecanismele eredității, hibridizarea și rezistența la boli. Aceasta include determinarea numărului de cromozomi, analiza sateliților cromozomiali și identificarea aberațiilor cromozomiale în hibrizi.

### Contribuții românești
În România, cariologia agronomică a fost marcată de activitatea lui Victor Ghimpu (1896–1952), considerat cel mai de seamă cariolog agronom român al epocii sale. Între 1927 și 1930, Ghimpu a lucrat la Universitatea Sorbona, determinând numărul de cromozomi la peste 60 de specii din genurile *Medicago*, *Hordeum*, *Vitis*, *Acacia*, *Quercus* și *Nicotiana*. Lucrările sale, precum *Contribution à l’étude caryologique du genre Medicago* (1928) și *Recherches cytogénétiques sur les genres Hordeum, Acacia, Medicago, Vitis et Quercus* (1930), au fost citate în atlasul cariologic mondial coordonat de A. Fedorov. Ghimpu a studiat sateliții cromozomiali, oferind ipoteze confirmate ulterior despre originea și rolul lor, în lucrări precum *Satellites des chromosomes dans le règne végétal* (1930). De asemenea, a analizat transmiterea genetică a rezistenței la mozaic la tutun, în *Recherches cyto-génétiques des Nicotiana résistants à la mosaïque* (1942), evidențiind aberații cromozomiale la hibrizi.

## Personalități marcante
- Victor Ghimpu – pionier al cariologiei agricole în România
- A. Guillermont – citolog francez, mentor al lui Ghimpu
- Alexandr Fedorov – coordonator al atlasului global de cariologie vegetală

## Aplicații
- determinarea numărului de cromozomi la specii vegetale sau animale
- identificarea hibrizilor și a modificărilor genetice
- stabilirea relațiilor filogenetice între specii
- controlul calității în selecția vegetală
- detecția anomaliilor cromozomiale în biologia medicală

## Imagine
Victor Ghimpu a fost profesor la Facultatea de Agronomie a Institutului Agronomic Timișoara, unde a predat cursul de Protecția plantelor, care includea și aspecte legate de cariologie. O imagine a copertei cursului său universitar este disponibilă: Institutul Agronomic Timișoara – Protecția plantelor.